# Anastrepha striata
Anastrepha striata är en tvåvingeart som beskrevs av Ignaz Rudolph Schiner 1868. Anastrepha striata ingår i släktet Anastrepha och familjen borrflugor. Inga underarter finns listade i Catalogue of Life.